# Bentor
Bentor (fl. XV secolo) era un leader aborigeno guanci dell'isola di Tenerife nelle Isole Canarie, figlio e successore di Mencey Bencomo e protagonista degli eventi che circondano la conquista spagnola dell'isola nel XV secolo.
Bentor ha partecipato con suo padre Bencomo agli scontri avvenuti durante la conquista dell'isola. Dopo la morte di suo padre nella battaglia, Bentor viene scelto come suo successore nel 1495, assumendo anche la responsabilità di guidare la resistenza aborigena. Poco dopo, il capitano della conquista Alonso Fernández de Lugo mandò Fernando Guanarteme, ex re aborigeno di Gáldar a Gran Canaria, per negoziare con Bentor, ma si rifiutò di cedere il territorio.
Nel dicembre di quell'anno, Bentor diresse i guerrieri in quella che sarebbe diventata la seconda grande sconfitta dei guanci, quella conosciuta dai conquistatori come Victoria de Acentejo. Bentor e le sue truppe, decimate, si rifugiano nella collina di Tigaiga dopo il disastro, dove il mencey decide di porre fine alla sua vita gettandosi nel vuoto alla fine di quell'anno o all'inizio del 1496.
Le conseguenze immediate della sua morte furono il crollo della resistenza di guanci e la conseguente resa ai conquistatori spagnoli.